# Skate Canada International 2018
Skate Canada International 2018 – drugie w kolejności zawody łyżwiarstwa figurowego z cyklu Grand Prix 2018/2019. Zawody rozgrywano od 26 do 28 października 2018 roku w hali Place Bell w Laval.
W konkurencji solistów zwyciężył Japończyk Shōma Uno, zaś w rywalizacji solistek Rosjanka Jelizawieta Tuktamyszewa. Wśród par sportowych najlepsi okazali się reprezentanci Francji Vanessa James i Morgan Ciprès, zaś w parach tanecznych drugie zwycięstwo w sezonie oraz awans do finału Grand Prix w Vancouver wywalczyli Amerykanie Madison Hubbell i Zachary Donohue.

## Wyniki

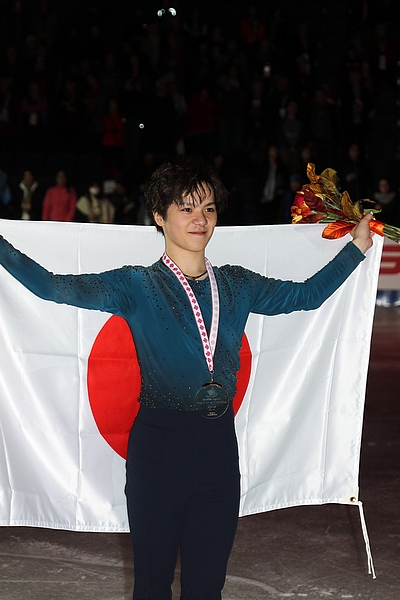
Zwycięzca wśród solistów Shōma Uno (JPN)

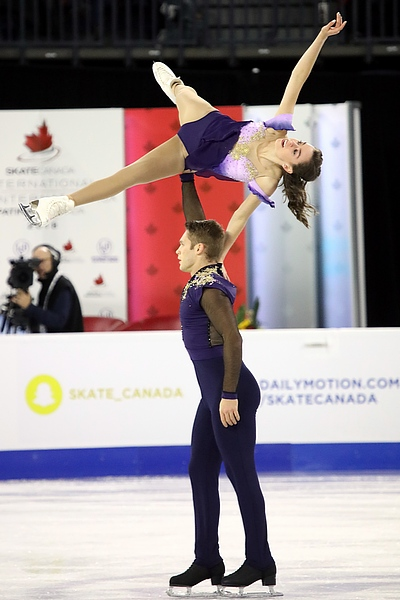
Podnoszenie z grupy 3 w pozycji gwiazdy, Walsh / Michaud (CAN) – program dowolny Romeo and Juliet

### Soliści
| Poz. | Zawodnik          | Nota łączna | SP | SP    | FS | FS     |
| ---- | ----------------- | ----------- | -- | ----- | -- | ------ |
| 1    | Shōma Uno         | 277,25      | 2  | 88,87 | 1  | 188,38 |
| 2    | Keegan Messing    | 265,17      | 1  | 95,05 | 2  | 170,12 |
| 3    | Cha Jun-hwan      | 254,77      | 3  | 88,86 | 3  | 165,91 |
| 4    | Aleksandr Samarin | 248,78      | 4  | 88,06 | 4  | 160,72 |
| 5    | Nam Nguyen        | 240,94      | 7  | 82,22 | 5  | 158,72 |
| 6    | Jason Brown       | 234,97      | 11 | 76,46 | 6  | 158,51 |
| 7    | Kévin Aymoz       | 230,09      | 10 | 78,83 | 7  | 151,26 |
| 8    | Danijjel Samochin | 225,89      | 5  | 84,90 | 9  | 140,99 |
| 9    | Kazuki Tomono     | 220,83      | 8  | 81,63 | 10 | 139,20 |
| 10   | Alexander Majorov | 220,30      | 6  | 84,64 | 12 | 135,66 |
| 11   | Brendan Kerry     | 220,08      | 9  | 80,99 | 11 | 139,09 |
| 12   | Roman Sadovsky    | 210,60      | 12 | 67,72 | 8  | 142,88 |

### Solistki
| Poz. | Zawodniczka              | Nota łączna | SP | SP    | FS | FS     |
| ---- | ------------------------ | ----------- | -- | ----- | -- | ------ |
| 1    | Jelizawieta Tuktamyszewa | 203,32      | 1  | 74,22 | 3  | 129,10 |
| 2    | Mako Yamashita           | 203,06      | 3  | 66,30 | 2  | 136,76 |
| 3    | Jewgienija Miedwiediewa  | 197,91      | 7  | 60,83 | 1  | 137,08 |
| 4    | Mariah Bell              | 190,25      | 5  | 63,35 | 4  | 126,90 |
| 5    | Elizabet Tursynbajewa    | 185,71      | 6  | 61,19 | 5  | 124,52 |
| 6    | Wakaba Higuchi           | 181,29      | 2  | 66,51 | 7  | 114,78 |
| 7    | Starr Andrews            | 174,72      | 4  | 64,77 | 9  | 109,95 |
| 8    | Alaine Chartrand         | 172,17      | 8  | 60,47 | 8  | 111,70 |
| 9    | Darja Panienkowa         | 168,54      | 11 | 51,41 | 6  | 117,13 |
| 10   | Alicia Pineault          | 158,29      | 9  | 59,02 | 11 | 99,27  |
| 11   | Yura Matsuda             | 157,59      | 10 | 53,35 | 10 | 104,24 |

### Pary sportowe
| Poz. | Zawodnicy                                   | Nota łączna | SP | SP    | FS | FS     |
| ---- | ------------------------------------------- | ----------- | -- | ----- | -- | ------ |
| 1    | Vanessa James / Morgan Ciprès               | 221,81      | 1  | 74,51 | 1  | 147,30 |
| 2    | Peng Cheng / Jin Yang                       | 201,08      | 2  | 72,00 | 4  | 129,08 |
| 3    | Kirsten Moore-Towers / Michael Marinaro     | 200,93      | 3  | 71,26 | 3  | 129,67 |
| 4    | Aleksandra Bojkowa / Dmitrij Kozłowski      | 196,54      | 4  | 64,57 | 2  | 131,97 |
| 5    | Evelyn Walsh / Trennt Michaud               | 172,53      | 6  | 59,59 | 6  | 112,94 |
| 6    | Haven Denney / Brandon Frazier              | 170,22      | 8  | 55,31 | 5  | 114,91 |
| 7    | Jekatierina Aleksandrowska / Harley Windsor | 166,95      | 5  | 60,77 | 7  | 106,18 |
| 8    | Camille Ruest / Andrew Wolfe                | 162,16      | 7  | 57,53 | 8  | 104,63 |

### Pary taneczne
| Poz. | Zawodnicy                             | Nota łączna | RD | RD    | FD | FD     |
| ---- | ------------------------------------- | ----------- | -- | ----- | -- | ------ |
| 1    | Madison Hubbell / Zachary Donohue     | 200,76      | 1  | 80,49 | 2  | 120,27 |
| 2    | Wiktorija Sinicyna / Nikita Kacałapow | 195,17      | 2  | 74,66 | 1  | 120,51 |
| 3    | Piper Gilles / Paul Poirier           | 186,97      | 6  | 66,95 | 3  | 120,02 |
| 4    | Marie-Jade Lauriault / Romain Le Gac  | 180,32      | 4  | 68,90 | 4  | 111,42 |
| 5    | Olivia Smart / Adrián Díaz            | 176,57      | 3  | 72,35 | 5  | 104,22 |
| 6    | Wang Shiyue / Liu Xinyu               | 165,88      | 5  | 66.96 | 8  | 98,92  |
| 7    | Robynne Tweedale / Joseph Buckland    | 162,50      | 8  | 62,65 | 6  | 99,85  |
| 8    | Carolane Soucisse / Shane Firus       | 156,74      | 9  | 57,10 | 7  | 99,64  |
| 9    | Haley Sales / Nikolas Wamsteeker      | 150,23      | 10 | 57,09 | 9  | 93,14  |
| 10   | Anastasija Skopcowa / Kiriłł Aloszyn  | 147,99      | 7  | 62,68 | 10 | 85,31  |